# Legatum Prosperity Index

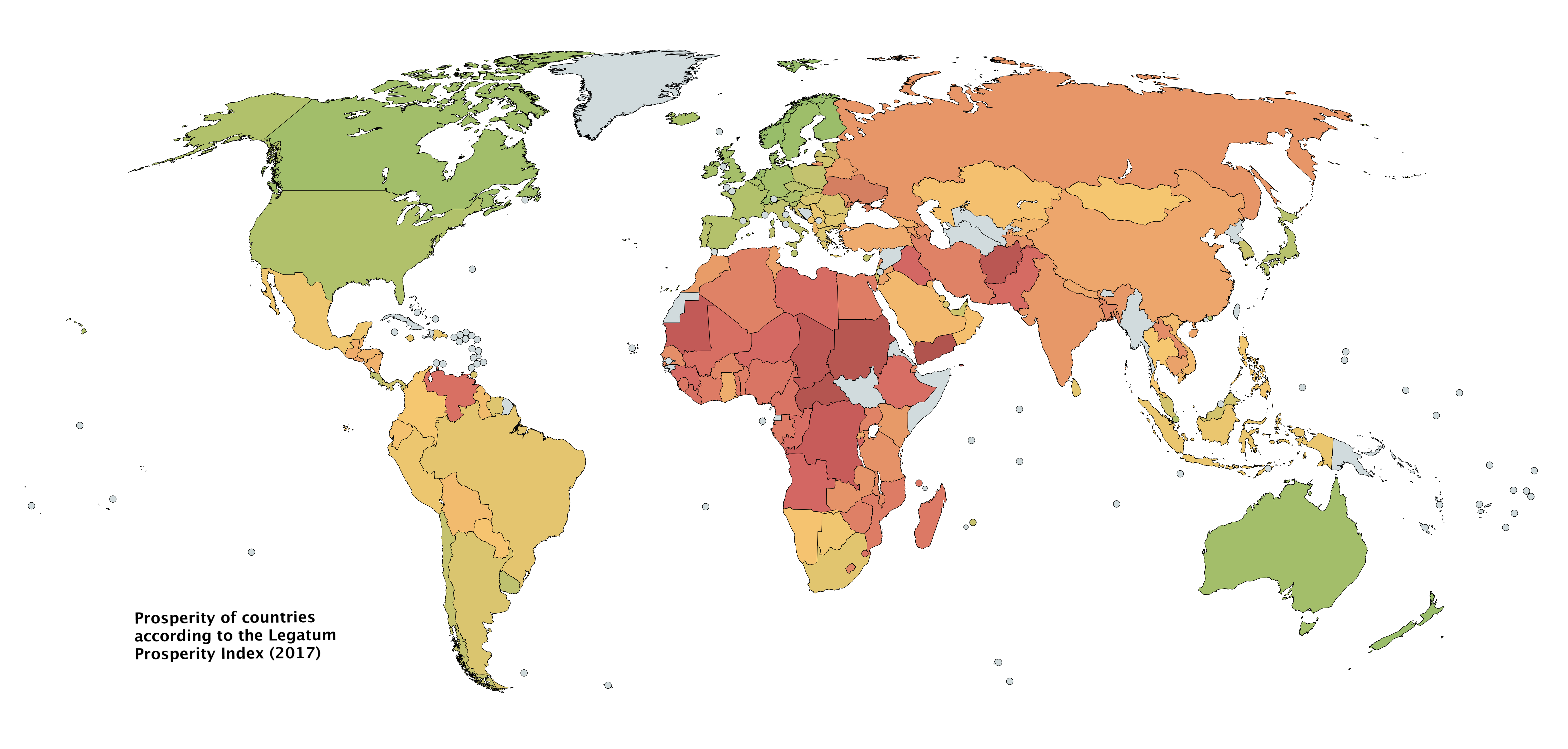
Dal verde al grigio secondo classifica 2017 Legatum Prosperity Index

Il Legatum Prosperity Index è un indice annuale sviluppato e pubblicato dal Legatum Institute, divisione della Legatum. L'indice è dato da diversi fattori quali salute, crescita economica, educazione, benessere, qualità della vita.

## Metodologia
Il 2016 Legatum Prosperity Index è basato su 104 differenti variabili per 149 nazioni. Le fonti sono Gallup World Poll, World Development Indicators, International Telecommunication Union, Fragile States Index, Worldwide Governance Indicators, Freedom house, World Health Organization, World Values Survey, Amnesty international, Centre for Systemic Peace. I sottoindici sono:
- Qualità della economia
- Ambiente
- Governance
- Educazione
- Salute
- Sicurezza
- Libertà personale
- Capitale sociale
- Ambiente naturale

Oxford Analytica sviluppò il Prosperity Index e contribuì all'affinamento della metodologia. Oggi la pubblicazione è del Legatum Institute.

## Indici

### 2018
Prime 30
1.  Norvegia
2.  Nuova Zelanda
3.  Finlandia
4.  Svizzera
5.  Danimarca
6.  Svezia
7.  Regno Unito
8.  Canada
9.  Paesi Bassi
10.  Irlanda
11.  Islanda
12.  Lussemburgo
13.  Australia
14.  Germania
15.  Austria
16.  Belgio
17.  Stati Uniti
18.  Slovenia
19.  Malta
20.  Francia
21.  Singapore
22.  Hong Kong
23.  Giappone
24.  Portogallo
25.  Spagna
26.  Estonia
27.  Rep. Ceca
28.  Cipro
29.  Mauritius
30.  Uruguay
Ultime 20
130.  eSwatini
131.  Camerun
132.  Gabon
133.  Libia
134.  Guinea
135.  Mali
136.  Pakistan
137.  Etiopia
138.  Rep. del Congo
139.  Niger
140.  Burundi
141.  Angola
142.  Mauritania
143.  Iraq
144.  RD del Congo
145.  Sudan
146.  Ciad
147.  Yemen
148.  Rep. Centrafricana
149.  Afghanistan

### 2017
Prime 30
1.  Norvegia
2.  Nuova Zelanda
3.  Finlandia
4.  Svizzera
5.  Svezia
6.  Paesi Bassi
7.  Danimarca
8.  Canada
9.  Australia
10.  Regno Unito
11.  Germania
12.  Irlanda
13.  Islanda
14.  Lussemburgo
15.  Austria
16.  Belgio
17.  Singapore
18.  Stati Uniti
19.  Francia
20.  Spagna
21.  Slovenia
22.  Malta
23.  Giappone
24.  Hong Kong
25.  Portogallo
26.  Rep. Ceca
27.  Estonia
28.  Uruguay
29.  Costa Rica
30.  Italia
Ultime 20
130.  eSwatini
131.  Liberia
132.  Venezuela
133.  Mali
134.  Etiopia
135.  Nigeria
136.  Liberia
137.  Pakistan
138.  Guinea
139.  Niger
140.  Burundi
141.  Angola
142.  Iraq
143.  Rep. del Congo
144.  Mauritania
145.  Ciad
146.  Afghanistan
147.  Sudan
148.  Rep. Centrafricana
149.  Yemen

### 2016
Prime 30
1.  Nuova Zelanda
2.  Norvegia
3.  Finlandia
4.  Svizzera
5.  Canada
6.  Australia
7.  Paesi Bassi
8.  Svezia
9.  Danimarca
10.  Regno Unito
11.  Germania
12.  Lussemburgo
13.  Irlanda
14.  Islanda
15.  Austria
16.  Belgio
17.  Stati Uniti
18.  Francia
19.  Singapore
20.  Slovenia
21.  Spagna
22.  Giappone
23.  Hong Kong
24.  Malta
25.  Portogallo
26.  Estonia
27.  Rep. Ceca
28.  Uruguay
29.  Costa Rica
30.  Mauritius
Ultime 20
130.  Rep. del Congo
131.  Comore
132.  Etiopia
133.  Liberia
134.  Mali
135.  Nigeria
136.  Libia
137.  Niger
138.  Guinea
139.  Pakistan
140.  Burundi
141.  Angola
142.  Mauritania
143.  Iraq
144.  Ciad
145.  RD del Congo
146.  Sudan
147.  Rep. Centrafricana
148.  Afghanistan
149.  Yemen

### 2015
Prime 30
1.  Norvegia
2.  Svizzera
3.  Danimarca
4.  Nuova Zelanda
5.  Svezia
6.  Canada
7.  Australia
8.  Paesi Bassi
9.  Finlandia
10.  Irlanda
11.  Stati Uniti
12.  Islanda
13.  Lussemburgo
14.  Germania
15.  Regno Unito
16.  Austria
17.  Singapore
18.  Belgio
19.  Giappone
20.  Hong Kong
21.  Taiwan
22.  Francia
23.  Malta
24.  Spagna
25.  Slovenia
26.  Rep. Ceca
27.  Portogallo
28.  Corea del Sud
29.  Polonia
30.  Emirati Arabi Uniti
Ultime 20
123.  Iraq
124.  Sierra Leone
125.  Nigeria
126.  Etiopia
127.  Rep. del Congo
128.  Zimbabwe
129.  Togo
130.  Pakistan
131.  Guinea
132.  Liberia
133.  Angola
134.  Sudan
135.  Yemen
136.  Siria
137.  RD del Congo
138.  Burundi
139.  Ciad
140.  Haiti
141.  Afghanistan
142.  Rep. Centrafricana

### 2014
Prime 30
1.  Norvegia
2.  Svizzera
3.  Nuova Zelanda
4.  Danimarca
5.  Canada
6.  Svezia
7.  Australia
8.  Finlandia
9.  Paesi Bassi
10.  Stati Uniti
11.  Islanda
12.  Irlanda
13.  Regno Unito
14.  Germania
15.  Austria
16.  Lussemburgo
17.  Belgio
18.  Singapore
19.  Giappone
20.  Hong Kong
21.  Francia
22.  Taiwan
23.  Malta
24.  Slovenia
25.  Corea del Sud
26.  Spagna
27.  Portogallo
28.  Emirati Arabi Uniti
29.  Rep. Ceca
30.  Uruguay
Ultime 20
123.  Zimbabwe
124.  Mauritania
125.  Nigeria
126.  Etiopia
127.  Pakistan
128.  Iraq
129.  Siria
130.  Sudan
131.  Liberia
132.  Angola
133.  Guinea
134.  Sierra Leone
135.  Haiti
136.  Togo
137.  Afghanistan
138.  Yemen
139.  Burundi
140.  RD del Congo
141.  Ciad
142.  Rep. Centrafricana

### 2013
Prime 30
1.  Norvegia
2.  Svizzera
3.  Canada
4.  Svezia
5.  Nuova Zelanda
6.  Danimarca
7.  Australia
8.  Finlandia
9.  Paesi Bassi
10.  Lussemburgo
11.  Stati Uniti
12.  Irlanda
13.  Islanda
14.  Germania
15.  Austria
16.  Regno Unito
17.  Belgio
18.  Singapore
19.  Hong Kong
20.  Francia
21.  Giappone
22.  Taiwan
23.  Spagna
24.  Slovenia
25.  Malta
26.  Corea del Sud
27.  Portogallo
28.  Emirati Arabi Uniti
29.  Rep. Ceca
30.  Uruguay
Ultime 20
123.  Nigeria
124.  Zimbabwe
125.  Mauritania
126.  Etiopia
127.  Liberia
128.  Sudan
129.  Sierra Leone
130.  Iraq
131.  Costa d'Avorio
132.  Pakistan
133.  Angola
134.  Haiti
135.  Guinea
136.  Yemen
137.  Togo
138.  Burundi
139.  Afghanistan
140.  RD del Congo
141.  Rep. Centrafricana
142.  Ciad

### 2012
Prime 30
1.  Norvegia
2.  Danimarca
3.  Svezia
4.  Australia
5.  Nuova Zelanda
6.  Canada
7.  Finlandia
8.  Paesi Bassi
9.  Svizzera
10.  Irlanda
11.  Lussemburgo
12.  Stati Uniti
13.  Regno Unito
14.  Germania
15.  Islanda
16.  Austria
17.  Belgio
18.  Hong Kong
19.  Singapore
20.  Taiwan
21.  Francia
22.  Giappone
23.  Spagna
24.  Slovenia
25.  Malta
26.  Portogallo
27.  Corea del Sud
28.  Rep. Ceca
29.  Emirati Arabi Uniti
30.  Cipro
Ultime 20
123.  Nigeria
124.  Mozambico
125.  Sudan
126.  Costa d'Avorio
127.  Guinea
128.  Sierra Leone
129.  Angola
130.  Liberia
131.  Iraq
132.  Pakistan
133.  Etiopia
134.  Yemen
135.  Zimbabwe
136.  Togo
137.  Burundi
138.  Haiti
139.  Ciad
140.  Afghanistan
141.  RD del Congo
142.  Rep. Centrafricana

### 2011
Prime 30
1.  Norvegia
2.  Danimarca
3.  Australia
4.  Nuova Zelanda
5.  Svezia
6.  Canada
7.  Finlandia
8.  Svizzera
9.  Paesi Bassi
10.  Stati Uniti
11.  Irlanda
12.  Islanda
13.  Regno Unito
14.  Austria
15.  Germania
16.  Singapore
17.  Belgio
18.  Francia
19.  Hong Kong
20.  Taiwan
21.  Giappone
22.  Slovenia
23.  Spagna
24.  Corea del Sud
25.  Portogallo
26.  Rep. Ceca
27.  Emirati Arabi Uniti
28.  Polonia
29.  Uruguay
30.  Italia
Ultime 20
91.  India
92.  Senegal
93.  Nepal
94.  Cambogia
95.  Bangladesh
96.  Tanzania
97.  Iran
98.  Ruanda
99.  Camerun
100.  Uganda
101.  Zambia
102.  Kenya
103.  Mozambico
104.  Nigeria
105.  Sudan
106.  Yemen
107.  Pakistan
108.  Etiopia
109.  Zimbabwe
110.  Rep. Centrafricana

### 2010
Prime 30
1.  Norvegia
2.  Danimarca
3.  Finlandia
4.  Australia
5.  Nuova Zelanda
6.  Svezia
7.  Canada
8.  Svizzera
9.  Paesi Bassi
10.  Stati Uniti
11.  Irlanda
12.  Islanda
13.  Regno Unito
14.  Austria
15.  Germania
16.  Belgio
17.  Singapore
18.  Giappone
19.  Francia
20.  Hong Kong
21.  Slovenia
22.  Taiwan
23.  Spagna
24.  Rep. Ceca
25.  Italia
26.  Portogallo
27.  Corea del Sud
28.  Uruguay
29.  Polonia
30.  Emirati Arabi Uniti
Ultime 20
91.  Nepal
92.  Iran
93.  Mali
94.  Senegal
95.  Cambogia
96.  Bangladesh
97.  Tanzania
98.  Ruanda
99.  Uganda
100.  Sudan
101.  Zambia
102.  Camerun
103.  Mozambico
104.  Kenya
105.  Yemen
106.  Nigeria
107.  Etiopia
108.  Rep. Centrafricana
109.  Pakistan
110.  Zimbabwe

### 2009
Prime 30
1.  Finlandia
2.  Svizzera
3.  Svezia
4.  Danimarca
5.  Norvegia
6.  Australia
7.  Canada
8.  Paesi Bassi
9.  Stati Uniti
10.  Nuova Zelanda
11.  Irlanda
12.  Regno Unito
13.  Belgio
14.  Germania
15.  Austria
16.  Giappone
17.  Francia
18.  Hong Kong
19.  Spagna
20.  Slovenia
21.  Italia
22.  Portogallo
23.  Singapore
24.  Taiwan
25.  Rep. Ceca
26.  Corea del Sud
27.  Israele
27.  Ungheria
29.  Polonia
30.  Grecia
Ultime 20
85.  Bielorussia
86.  Libano
87.  Bangladesh
88.  Egitto
89.  Zambia
90.  Nepal
91.  Mozambico
92.  Uzbekistan
93.  Cambogia
94.  Iran
95.  Kenya
96.  Algeria
97.  Tanzania
98.  Nigeria
99.  Pakistan
100.  Camerun
101.  Rep. Centrafricana
101.  Yemen
103.  Sudan
104.  Zimbabwe

### 2008
Prime 30
1.  Australia
2.  Austria
2.  Finlandia
4.  Germania
4.  Singapore
4.  Stati Uniti
7.  Svizzera
8.  Hong Kong
9.  Danimarca
9.  Nuova Zelanda
11.  Paesi Bassi
12.  Svezia
13.  Giappone
14.  Belgio
14.  Canada
14.  Francia
14.  Norvegia
14.  Regno Unito
19.  Israele
20.  Irlanda
21.  Taiwan
22.  Spagna
23.  Rep. Ceca
23.  Slovenia
25.  Italia
26.  Corea del Sud
27.  Cile
28.  Emirati Arabi Uniti
29.  Malaysia
30.  Kuwait
Ultime 20
85.  Pakistan
86.  Ghana
87.  Nicaragua
88.  Ecuador
89.  Bangladesh
90.  Bolivia
90.  Cambogia
92.  Senegal
93.  Camerun
94.  Sudan
94.  Nigeria
96.  Mozambico
96.  Kenya
98.  Nepal
99.  Zimbabwe
100.  Tanzania
101.  Rep. Centrafricana
102.  Mali
102.  Zambia
104.  Yemen

### 2007
Prime 30
1.  Norvegia
1.  Svezia
1.  Stati Uniti
4.  Austria
5.  Canada
5.  Nuova Zelanda
7.  Danimarca
8.  Finlandia
8.  Germania
10.  Svizzera
11.  Australia
12.  Paesi Bassi
12.  Singapore
14.  Irlanda
15.  Islanda
16.  Messico
17.  Israele
17.  Regno Unito
19.  Belgio
19.  Spagna
21.  Argentina
22.  Corea del Sud
23.  Francia
24.  Rep. Ceca
25.  Italia
26.  Cile
27.  Grecia
28.  Croazia
28.  Giappone
30.  El Salvador
Ultime 20
31.  Portogallo
31.  Venezuela
33.  Slovacchia
34.  Brasile
35.  Ungheria
36.  Filippine
37.  Bulgaria
38.  Polonia
38.  Sudafrica
40.  Indonesia
41.  Romania
42.  Cina
43.  Giordania
44.  Russia
45.  Turchia
46.  India
47.  Bangladesh
48.  Egitto
49.  Pakistan
50.  Zimbabwe

## Legatum Institute
Il Legatum Institute, è una fondazione privata think-tank del 2007 presso Mayfair, Londra. È del private investment Legatum.